# Кларкстон (Юта)
Кларкстон (англ. Clarkston) — місто (англ. town) в США, в окрузі Кеш штату Юта. Населення — 749 осіб (2020).

## Географія
Кларкстон розташований за координатами 41°55′14″ пн. ш. 112°3′2″ зх. д. / 41.92056° пн. ш. 112.05056° зх. д. (41.920501, -112.050437).  За даними Бюро перепису населення США в 2010 році місто мало площу 2,51 км², уся площа — суходіл.

## Демографія
Згідно з переписом 2010 року, у місті мешкало 666 осіб у 213 домогосподарствах у складі 179 родин. Густота населення становила 266 осіб/км².  Було 233 помешкання (93/км²).
Расовий склад населення:
| - 98,5 % — білих - 0,2 % — азіатів |

До двох чи більше рас належало 0,9 %. Частка іспаномовних становила 2,3 % від усіх жителів.
За віковим діапазоном населення розподілялося таким чином: 33,8 % — особи молодші 18 років, 53,4 % — особи у віці 18—64 років, 12,8 % — особи у віці 65 років та старші. Медіана віку мешканця становила 31,1 року. На 100 осіб жіночої статі у місті припадало 112,8 чоловіків;  на 100 жінок у віці від 18 років та старших — 109,0 чоловіків також старших 18 років.
Середній дохід на одне домашнє господарство  становив 66 055 доларів США (медіана — 62 625), а середній дохід на одну сім'ю — 71 473 долари (медіана — 70 000). За межею бідності перебувало 1,6 % осіб, у тому числі 2,7 % дітей у віці до 18 років та 0,0 % осіб у віці 65 років та старших.
Цивільне працевлаштоване населення становило 293 особи. Основні галузі зайнятості: виробництво — 25,6 %, освіта, охорона здоров'я та соціальна допомога — 22,2 %, будівництво — 8,5 %, науковці, спеціалісти, менеджери — 7,8 %.